# Обични црни граб
Црни граб (лат. Ostrya carpinifolia) је једнодомо дрво из породице Betulaceae. То је једина врста рода Ostrya, која је пореклом из Европе.

## Име
Дрво је веома тешко и чврсто. Научно име рода Ostrya потиче од грчке речи ostrua, „као кост”, а односи се на тврдоћу дрвета.

## Дистрибуција
Црни граб се јавља у Италији, Француској, Аустрији, Словенији, Албанији, Хрватској, Босни и Херцеговини, Србији, Црној Гори, Северној Македонији, Грчкој, Бугарској, јужној Швајцарској и Турској.
Налази се на средњим висинама, на југу Италије и Сицилије, на југу Апенинског мешовитог планинског шумског екорегиона у Биому медитеранских шума и жбуња.

## Опис
Црни граб је листопадно дрво који може достићи и 24 m. Има конусну или неправилу круну и перутаву, грубу кору, лишће слично брези дужине од 3–10 cm.
Цвеће се појављују у пролеће, са мушким ресама дугим од 5–10 cm и женским ресама дугим од 2–5 cm. Плодови су мале орашице груписане у висеће гроздове, који су дуги од 3–8 cm и који садрже 6—20 семена; свако семе је дуго 2–4 mm, потпуно затворено.

## Галерија
- Лишће и плодови
- Дрво Црног граба
- Плодови Црног граба